# Javazi Muhamed-Mirzaev
Javazi Muhamed-Mirzaev (en ruso: Хаваджи Мухамед-Мирзаев; 1910 – 4 de octubre de 1943) fue un soldado de caballería soviético de etnia chechena que combatió en las filas del Ejército Rojo durante la Segunda Guerra Mundial. El 15 de enero de 1944 recibió póstumamente el título de Héroe de la Unión Soviética por su valentía durante la operación para cruzar el Dniéper.

## Biografía

### Infancia y juventud
Muhamed-Mirzaev nació en 1910, en el seno de una familia de campesinos chechenos en Aljazurovo, una pequeña localidad rural en el óblast del Térek (ahora en la república de Chechenia en Rusia), entonces parte del Imperio ruso. Después de graduarse de la Escuela Pedagógica de Novocherkask. A principios de la década de 1930 fue reclutado por el Ejército Rojo, fue inicialmente destinado en el Lejano Oriente ruso como parte del Servicio de Guardias Fronterizos de la NKVD. Mientras se desempeñaba como guardia fronterizo, resultó herido en una pelea con un intruso que trataba de entrar en la Unión Soviética ilegalmente y fue desmovilizado.
En 1940 se graduó en la escuela de dos años del personal de mando medio de la Dirección General de Bomberos de la NKVD en Taskent (RSS de Uzbekistán); luego fue asignado como inspector del departamento de bomberos de la ciudad de Leninabad (RSS de Tayikistán). En 1941 se unió al Partido Comunista de la Unión Soviética.

### Segunda Guerra Mundial
Después de la invasión alemana de la Unión Soviética con el inicio de la Operación Barbarroja en 1941, fue reclutado nuevamente en las filas del Ejército Rojo y en septiembre de ese mismo año fue enviado al frente como asistente del comandante de pelotón del 60.º Regimiento de Caballería de la Guardia (integrado en la 16.ª División de Caballería de la Guardia del 7.º Cuerpo de Caballería en el 61.º Ejército en el Frente Central). Luchó en la batalla de Stalingrado.
El 18 de septiembre de 1943, durante el asalto a la aldea de Berezna en el óblast de Chernígov, con fuego de ametralladora aseguró el ataque de un escuadrón a caballo. Por esta batalla recibió la Orden de la Estrella Roja.
El 28 de septiembre de 1943, durante la batalla del Dniéper, Muhamed-Mirzaev estuvo entre el primer grupo de soldados en cruzar la orilla derecha del Dniéper cerca de la aldea de Nivki en el óblast de Gómel en Bielorrusia. Tras entrar en la margen derecha, abrió fuego contra las tropas enemigas escondidas en los arbustos para dar cobertura a otros miembros de su regimiento. Durante la batalla resultó gravemente herido, murió a causa de las heridas el 4 de octubre de 1943 y fue enterrado en una fosa común cerca de la aldea de Levkovichi.
El 15 de febrero de 1944, por decreto del Presídium del Sóviét Supremo de la Unión Soviética, fue condecorado (póstumamente) con el título de Héroe de la Unión Soviética y la Orden de Lenin por «el desempeño ejemplar de la misión de combate del comando y el coraje y el heroísmo mostrado en el combate contra los invasores fascistas». Además su nombre está grabado en letras doradas en la placa conmemorativa, junto a los nombres de los otros 78 Héroes de la Unión Soviética de la 112.ª División de Caballería Baskir (16.ª División de Caballería de la Guardia),  instalada en el Museo Nacional de la República de Baskortostán en Ufá.

## Condecoraciones
|  | Héroe de la Unión Soviética (15 de enero de 1944, póstumamente) |
|  | Orden de Lenin (15 de enero de 1944, póstumamente)              |
|  | Orden de la Estrella Roja (2 de octubre de 1943)                |